# Eric Gehrig
Eric Otto Gehrig (Harvey, Illinois, Estados Unidos; 25 de diciembre de 1987) es un futbolista estadounidense retirado.
Como jugador se desempeñó en la posición de defensa, y se retiró en el 2017 luego de jugar 6 temporadas en la MLS.

## Trayectoria

### Universidad y amateurismo
Gehrig comenzó su carrera en las inferiores del Ajax FC Chicago y luego jugó al fútbol universitario para los Loyola Ramblers de la Universidad Loyola Chicago entre el 2006 y 2009. Jugó 78 encuentros con los Ramblers y fue el capitán del equipo durante tres años.

### Profesionalismo y retiro
Eric fichó por el Columbus Crew el 17 de marzo de 2011. Debutó en la MLS el 26 de junio de 2011 ante el Colorado Rapids, cuando entró en el minuto 85 por Emmanuel Ekpo.
El 10 de diciembre de 2014, Gehrig fue escogido por el Orlando City SC en la 10.ª posición del Draft de expansión de la MLS 2014, para luego ser intercambiado al Chicago Fire por la segunda selección del SuperDraft de 2016.
En su primera temporada en Chicago jugó 25 encuentros y fue nombrado defensor del año por el club. El 23 de noviembre de 2016, Chicago no renovó el contrato del jugador.
El 15 de febrero de 2017 Gehrig anunció su retiro como jugador y ese mismo día fue nombrado segundo entrenador del Chicago Fire.

## Clubes

### Como jugador
| Club                  | País           | Año         |
| --------------------- | -------------- | ----------- |
| Columbus Crew         | Estados Unidos | 2011 - 2014 |
| Chicago Fire          | Estados Unidos | 2015 - 2016 |
| St. Louis FC (cesión) | Estados Unidos | 2016        |

### Como segundo entrenador
| Club         | País           | Año         |
| ------------ | -------------- | ----------- |
| Chicago Fire | Estados Unidos | 2017 - 2020 |

## Estadísticas
Último partido disputado el 14 de agosto de 2016.
| Columbus Crew Estados Unidos                                                                |               |               |    |   |    |   |   |   |   |    |    |   |
| 1.ª                                                                                         | 2011          | 8             | 0  | 1 | 0  | - | - | - | - | 9  | 0  |   |
| 1.ª                                                                                         | 2012          | 12            | 0  | 1 | 0  | - | - | - | - | 13 | 0  |   |
| 1.ª                                                                                         | 2013          | 6             | 0  | 2 | 0  | - | - | - | - | 8  | 0  |   |
| 1.ª                                                                                         | 2014          | 20            | 0  | 2 | 0  | - | - | 2 | 0 | 22 | 0  |   |
| Total club                                                                                  | Total club    | 43            | 0  | 6 | 0  | 0 | 0 | 2 | 0 | 52 | 0  |   |
| Chicago Fire Estados Unidos                                                                 |               |               |    |   |    |   |   |   |   |    |    |   |
| 1.ª                                                                                         | 2015          | 25            | 0  | 4 | 0  | - | - | - | - | 29 | 0  |   |
| 1.ª                                                                                         | 2016          | 5             | 0  | 2 | 0  | - | - | - | - | 7  | 0  |   |
| Total club                                                                                  | Total club    | 30            | 0  | 6 | 0  | 0 | 0 | 0 | 0 | 36 | 0  |   |
| St. Louis FC Estados Unidos                                                                 |               |               |    |   |    |   |   |   |   |    |    |   |
| 2.ª                                                                                         | 2016          | 1             | 0  | - | -  | - | - | - | - | 1  | 0  |   |
| Total club                                                                                  | Total club    | 1             | 0  | 0 | 0  | 0 | 0 | 0 | 0 | 1  | 0  |   |
| Total carrera                                                                               | Total carrera | Total carrera | 74 | 0 | 12 | 0 | 0 | 0 | 0 | 0  | 86 | 0 |
| (1) Incluye datos de la U.S. Open Cup (2011 - 2016) (2) Incluye datos de la Copa MLS (2014) |               |               |    |   |    |   |   |   |   |    |    |   |